# Liste der Naturdenkmale in Wetterzeube

Lage von Wetterzeube

In der Liste der Naturdenkmale in Wetterzeube werden die Einzel-Naturdenkmale, Flächennaturdenkmale sowie flächenhafte Naturdenkmale im Burgenlandkreis in der sachsen-anhaltischen Gemeinde Wetterzeube und ihren Ortsteilen Breitenbach, Dietendorf, Goßra, Haynsburg, Katersdobersdorf, Kleinpötewitz, Koßweda, Obersiedel, Pötewitz, Raba, Rossendorf, Sautzschen, Schkauditz, Schleckweda, Schlottweh und Trebnitz aufgeführt.
In den Veröffentlichungen werden lt. Quellen in 9 Einzel-Naturdenkmale (ND), 11 Flächennaturdenkmale (FND) und 0 flächenhafte Naturdenkmale (NDF) angegeben. Die Angaben der Liste basieren auf Daten des „Geoportal Sachsen-Anhalt“ vom Landesamt für Vermessung und Geoinformation Sachsen-Anhalt und den Meta-Daten der angegebenen Quellen (ND, FND, NDF)

## Definition
„Naturdenkmäler sind rechtsverbindlich festgesetzte Einzelschöpfungen der Natur oder entsprechende Flächen bis zu fünf Hektar, deren besonderer Schutz erforderlich ist
1. aus wissenschaftlichen, naturgeschichtlichen oder landeskundlichen Gründen oder
2. wegen ihrer Seltenheit, Eigenart oder Schönheit.“

## Legende
- Bild: zeigt ein vorhandenes Foto des Naturdenkmals
- Nr: zeigt die jeweilige Nr. des Objekts
- Beschreibung: Kurzbeschreibung zum Naturdenkmal
- Koordinaten: zeigt die Lage auf der Karte
- Quelle: Datum/Link zur Referenzquelle

## (Einzel-)Naturdenkmale
| Bild           | ND-Nr.     | Ortsteil         | Beschreibung | Koordinaten                | Quellen |
| -------------- | ---------- | ---------------- | --- | -------------------------- | ------- |
| Weitere Bilder | ND 0128BLK | Wetterzeube      | Zechstein-Aufschluss bei Wetterzeube, ist ein Erdfall an einem ehemaligen Steinbruch nördlich an der Crossener Straße von Wetterzeube nach Kleinpötewitz und bezeichnet einen Hang mit Ablagerungen aus dem Zechsteinmeer (vor etwa 250 Mio. Jahren), ist Teil des Landschaftsschutzgebiet „Aga-Elster-Tal und Zeitzer Forst“ | 51° 0′ 25″ N, 12° 0′ 30″ O | [ 1 ]   |
| Bild gesucht   | ND 0133BLK | Breitenbach      | Heckenborn bei Breitenbach (im „Tannengraben“) | 51° 0′ 0″ N, 12° 4′ 30″ O  | [ 1 ]   |
| Bild gesucht   | ND 0135BLK | Haynsburg        | Eichen- und Hainbuchen-Gruppe bei Haynsburg | 51° 1′ 18″ N, 12° 4′ 36″ O | [ 1 ]   |
| Bild gesucht   | ND 0152BLK | Katersdobersdorf | Katerborn und Bachkaskade bei Katersdobersdorf | 51° 0′ 34″ N, 12° 2′ 46″ O | [ 1 ]   |
| Bild gesucht   | ND 0193BLK | Schkauditz       | der „Kalte Stein“ (Quarzit) im Kalten Grund | 51° 1′ 39″ N, 12° 3′ 7″ O  | [ 1 ]   |
| Bild gesucht   | ND 0194BLK | Wetterzeube      | Schkauditzer Eibe | 51° 0′ 44″ N, 12° 1′ 0″ O  | [ 1 ]   |
| Weitere Bilder | ND 0195BLK | Breitenbach      | Stiel-Eiche (Quercus robur) an der Mittelstraße in Breitenbach, auch als Luthereiche bezeichnet, daneben Gedenkstein mit Inschrift „Luthereiche, 10.11.1883, 400. Geburtstag, Dr.Martin Luther“ | 51° 0′ 13″ N, 12° 4′ 31″ O | [ 1 ]   |
| Bild gesucht   | ND 0196BLK | Schlottweh       | Molkenborn bei Schlottweh | 51° 0′ 30″ N, 12° 4′ 34″ O | [ 1 ]   |
| Bild gesucht   | ND 0207BLK | Haynsburg        | Ehem. Rogenbuntsandsteinbruch Topschal bei Haynsburg | 51° 1′ 5″ N, 12° 3′ 9″ O   | [ 1 ]   |

## Flächen-Naturdenkmale
| Bild           | FND-Nr.    | Ortsteil                                                   | Beschreibung | Koordinaten                 | Quelle     |
| -------------- | ---------- | ---------------------------------------------------------- | --- | --------------------------- | ---------- |
| Weitere Bilder | FND0073BLK | Flur 5/42 (nördlich bei Dietendorf, östlich Johannismühle) | Tümpel am Bornholz, Teichbiotop in der südlichen Flussaue der Weißen Elster (etwa bei km 100), zwischen Dietendorf und Johannismühle; ist Teil des Landschaftsschutzgebiet „Aga-Elster-Tal und Zeitzer Forst“, Zugang über Elster-Radweg zwischen Johannismühle und Dietendorf                                                         | 51° 1′ 0″ N, 12° 1′ 55″ O   | 03.11.1976 |
| Weitere Bilder | FND0080BLK | Flur 1/140 (nördlich bei Rossendorf)                       | Hufeisen-Altwasser bei Wetterzeube, erhalten gebliebener ehemaliger Flussarm der Weißen Elster, als wichtiger Bestandteil des Biotopen-Verbundes im Landschaftsschutzgebiet „Aga-Elster-Tal und Zeitzer Forst“ und als nördlicher Ausläufer des FFH-Schutz- sowie EU-Vogelschutzgebiets „Zeitzer Forst“.                               | 51° 0′ 3″ N, 12° 0′ 31″ O   | 04.11.1970 |
| Weitere Bilder | FND0083BLK | Flur 2/3 (bei Haynsburg)                                   | Dielzchenbachschlucht an der Burg Haynsburg, naturbelassenes Bachtal mit Bruch- und Auenwald als Bestandteil des Landschaftsschutzgebiet „Aga-Elster-Tal und Zeitzer Forst“ am Oberlauf der Dielzie (rechter Nebenfluss der Weißen Elster), östlich der Ortslage, Zugang über historischen „Alten Burgweg“ zwischen Raba und Haynsburg | 51° 1′ 6″ N, 12° 4′ 14″ O   | 03.11.1976 |
| Weitere Bilder | FND0085BLK | Flur 3/58 bei Breitenbach                                  | Sohle der Breitenbacher Kiesgrube, ist eine Quelle in einer ehemaligen Kiesgrube südlich von Breitenbach, welche am Oberlauf einen Quellwald bildet und ostwärts ins Aga-Tal abfließt, gilt mit Bruch- und Auenwald als wichtiger Bestandteil des Landschaftsschutzgebiet „Aga-Elster-Tal und Zeitzer Forst“                           | 50° 59′ 40″ N, 12° 4′ 44″ O | 25.10.1978 |
| Weitere Bilder | FND0093BLK | Flur 4/79 bei Katersdobersdorf                             | Halbtrockenrasen oberhalb Johannismühle, Wiesenbiotop nördlich Katersdobersdorf als Bestandteil des Landschaftsschutzgebiet „Aga-Elster-Tal und Zeitzer Forst“ am östlichen Talhang des Katersbach (rechter Nebenfluss der Weißen Elster), Zugang über Butterweg und Elster-Radweg zwischen Sautzschen und Dietendorf                  | 51° 0′ 54″ N, 12° 2′ 36″ O  | 30.08.1989 |
| Bild gesucht   | FND0097BLK | zu Breitenbach                                             | Flachmoor mit Kreuzotterwiese östlich bei Nickelsdorf | 50° 58′ 34″ N, 12° 1′ 10″ O | 30.08.1989 |
| Weitere Bilder | FND0103BLK | Flur 3/80, 3/164 bei Obersiedel                            | Halbtrockenrasen am Elstertalsüdhang, Wiesenbiotop im Ostteil des Elstertalhangs bei der Siedlung Obersiedel als Bestandteil des Landschaftsschutzgebiet „Aga-Elster-Tal und Zeitzer Forst“ | 51° 1′ 12″ N, 12° 2′ 0″ O   | 30.08.1989 |
| Weitere Bilder | FND0104BLK | Flur 5/2 (bei Katersdobersdorf)                            | Teich an der Johannismühle, Teichbiotop nördlich Katersdobersdorf am Unterlauf des Katersbach (rechter Nebenfluss der Weißen Elster) als Bestandteil des Landschaftsschutzgebiet „Aga-Elster-Tal und Zeitzer Forst“, Zugang über Butterweg und Elster-Radweg zwischen Sautzschen und Dietendorf                                        | 51° 0′ 59″ N, 12° 2′ 26″ O  | 30.08.1989 |
| Bild gesucht   | FND0116BLK | Pötewitz                                                   | Ehemalige Pötewitzer Kiesgrube und südwestlich davon Streuobstwiese | 51° 0′ 37″ N, 11° 59′ 13″ O | 30.08.1989 |
| Bild gesucht   | FND0119BLK | Koßweda                                                    | Rauschenbachtal im Zeitzer Forst vom Quellgebiet bis Mündung | 50° 59′ 22″ N, 12° 1′ 44″ O | 30.08.1989 |
| Bild gesucht   | FND0121BLK | Pötewitz                                                   | Walpernhainer Bach von Quellgebieten nach Pötewitz | 51° 0′ 56″ N, 11° 58′ 39″ O | 30.08.1989 |